# Kanton Dreux-Est
Der Kanton Dreux-Est war von 1982 bis 2015 ein französischer Wahlkreis im Arrondissement Dreux, im Département Eure-et-Loir und in der Region Centre-Val de Loire; sein Hauptort war Dreux. Sein Vertreter im Conseil Régional für die Jahre 2008 bis 2015 war Alain Fillon. 
Der Kanton bestand aus neun Gemeinden und einem Teil der Stadt Dreux.

## Gemeinden
| Gemeinde                   | Einwohner Jahr | Fläche km² | Bevölkerungsdichte | Postleitzahl | Code INSEE |
| -------------------------- | -------------- | ---------- | ------------------ | ------------ | ---------- |
| La Chapelle-Forainvilliers | 187 (2013)     | –          | – Einw./km²        | 28500        | 28076      |
| Charpont                   | 539 (2013)     | –          | – Einw./km²        | 28500        | 28082      |
| Cherisy                    | 1851 (2013)    | –          | – Einw./km²        | 28500        | 28098      |
| Dreux                      | 31373 (2013)   | –          | – Einw./km²        | 28100        | 28134      |
| Écluzelles                 | 171 (2013)     | –          | – Einw./km²        | 28500        | 28136      |
| Germainville               | 295 (2013)     | –          | – Einw./km²        | 28500        | 28178      |
| Luray                      | 1592 (2013)    | –          | – Einw./km²        | 28500        | 28223      |
| Mézières-en-Drouais        | 1058 (2013)    | –          | – Einw./km²        | 28500        | 28251      |
| Ouerre                     | 670 (2013)     | –          | – Einw./km²        | 28500        | 28292      |
| Sainte-Gemme-Moronval      | 1076 (2013)    | –          | – Einw./km²        | 28500        | 28332      |